# Seznam kaplí na Starém Městě v Praze

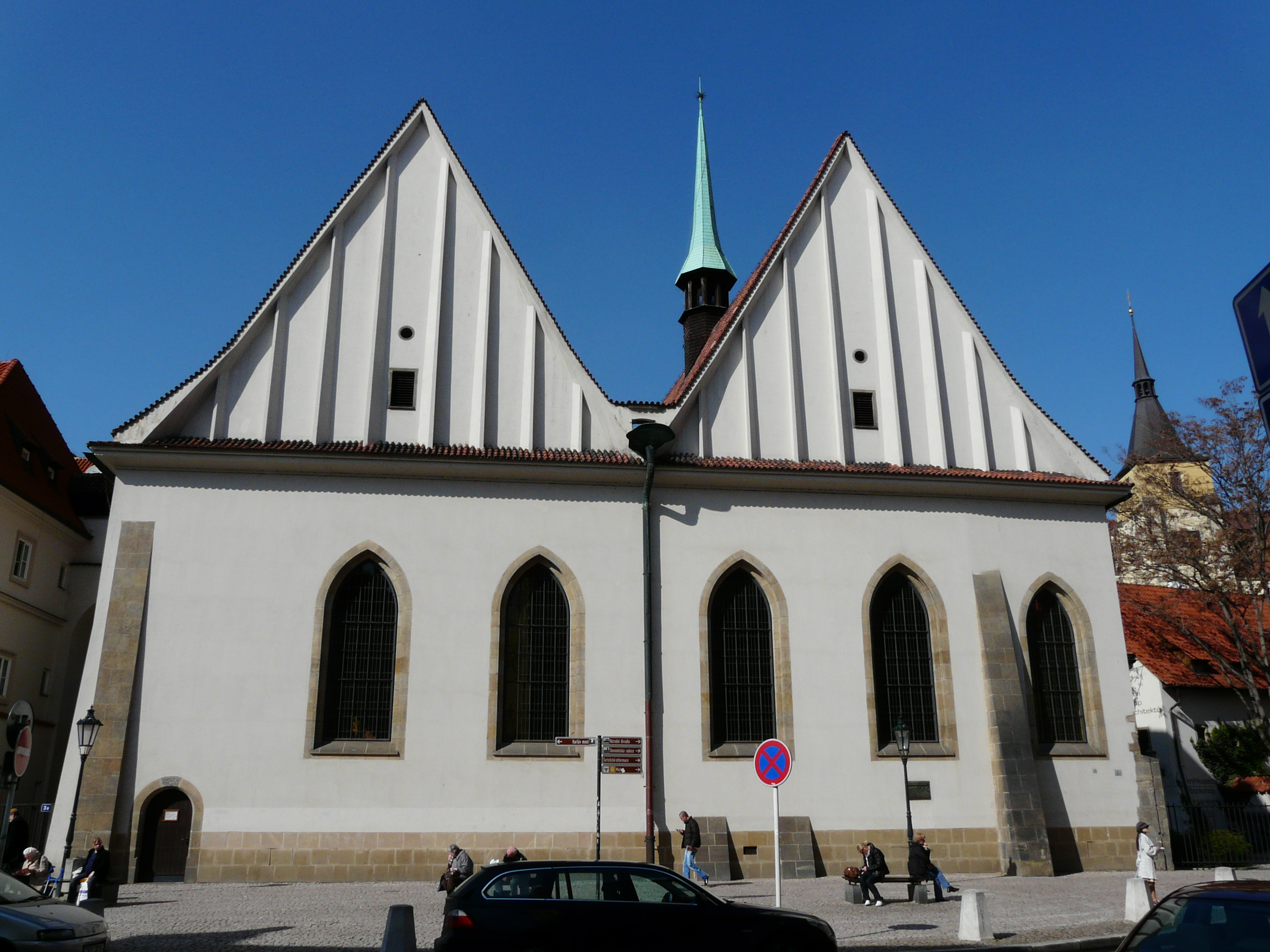
Betlémská kaple.

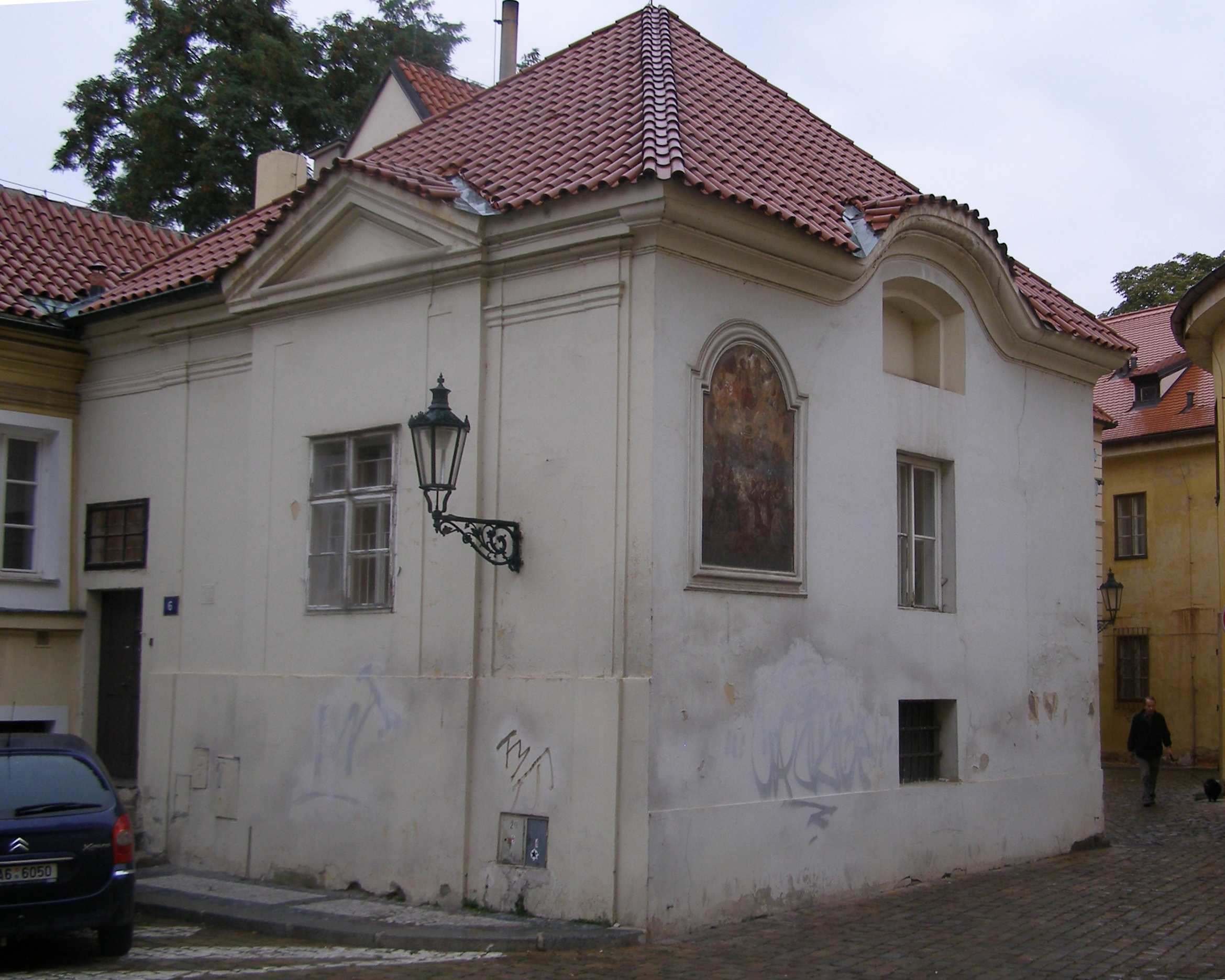
Kaple Nejsvětější Trojice na Haštalském náměstí.

Seznam kaplí na Starém Městě v Praze zahrnuje kaple, které stojí nebo stály na Starém Městě. Nezmiňuje starší kaple stejného zasvěcení stojící alespoň přibližně na místech jejich novějších následníků. Seznam nezahrnuje kaple v kostelích.

## Seznam
- Betlémská kaple, Betlémské náměstí
- kaple Nejsvětější Trojice, Haštalské náměstí
- kaple Panny Marie, Anežský klášter
- kaple svaté Barbory, Anežský klášter
- kaple svatého Bartoloměje, Klementinum
- kaple svatého Eligia, původně kaple svatého Martina Menšího, Klementinum
- kaple svatého Jana Nepomuckého, Klementinum
- kaple svaté Maří Magdalény, svaté Affry a svaté Marie Egyptské, Konvikt
- kaple na Staroměstské radnici
- kaple u semináře oseckého kláštera, Vejvodova ulice
- Vlašská kaple Nanebevzetí Panny Marie, Klementinum
- Zrcadlová kaple, Klementinum